# Дев'ять ліриків

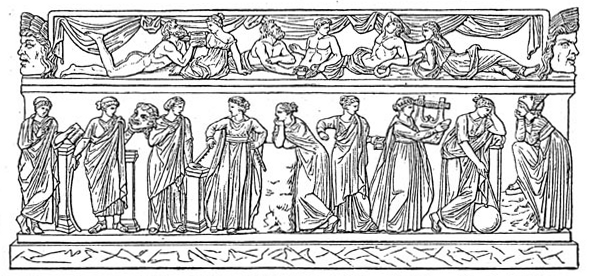
Дев'ять муз: Кліо, Талія, Ерато, Евтерпа, Полігімнія, Калліопа, Терпсихора, Уранія, Мельпомена. Малюнок на саркофагу, Лувр.

Дев'ять ліриків (англ. Nine Lyric), Канон ліриків (англ. Melic Poets) — канон ліричних («мелічних») поетів та поетес Давньої Греції, оцінений філологами елліністичної Александрії як гідних критичного вивчення. У канон увійшли (хорова і сольна лірика):
- Алкман (2-га пол. VII ст. до н. Е.),
- Сапфо (630/612 — 572/570 до н. е.), сольна лірика
- Алкей (620/626 — після 580 до н. е.), сольна лірика
- Анакреонт (бл. 570—487 до н. е.), сольна лірика
- Стесіхор (2-га пол. VII ст. — бл. 556 до н. е.),
- Ібік (VI ст. до н. е.),
- Симонід (556—468 до н. Е.),
- Піндар (522/518 — 448/438 до н. е.),
- Бакхілід (бл. 518 — бл. 450 до н. е.)